# Kiaeria blyttii
Kiaeria blyttii là một loài Rêu trong họ Dicranaceae. Loài này được (Bruch & Schimp.) Broth. mô tả khoa học đầu tiên năm 1923.